# Designação de Flamsteed

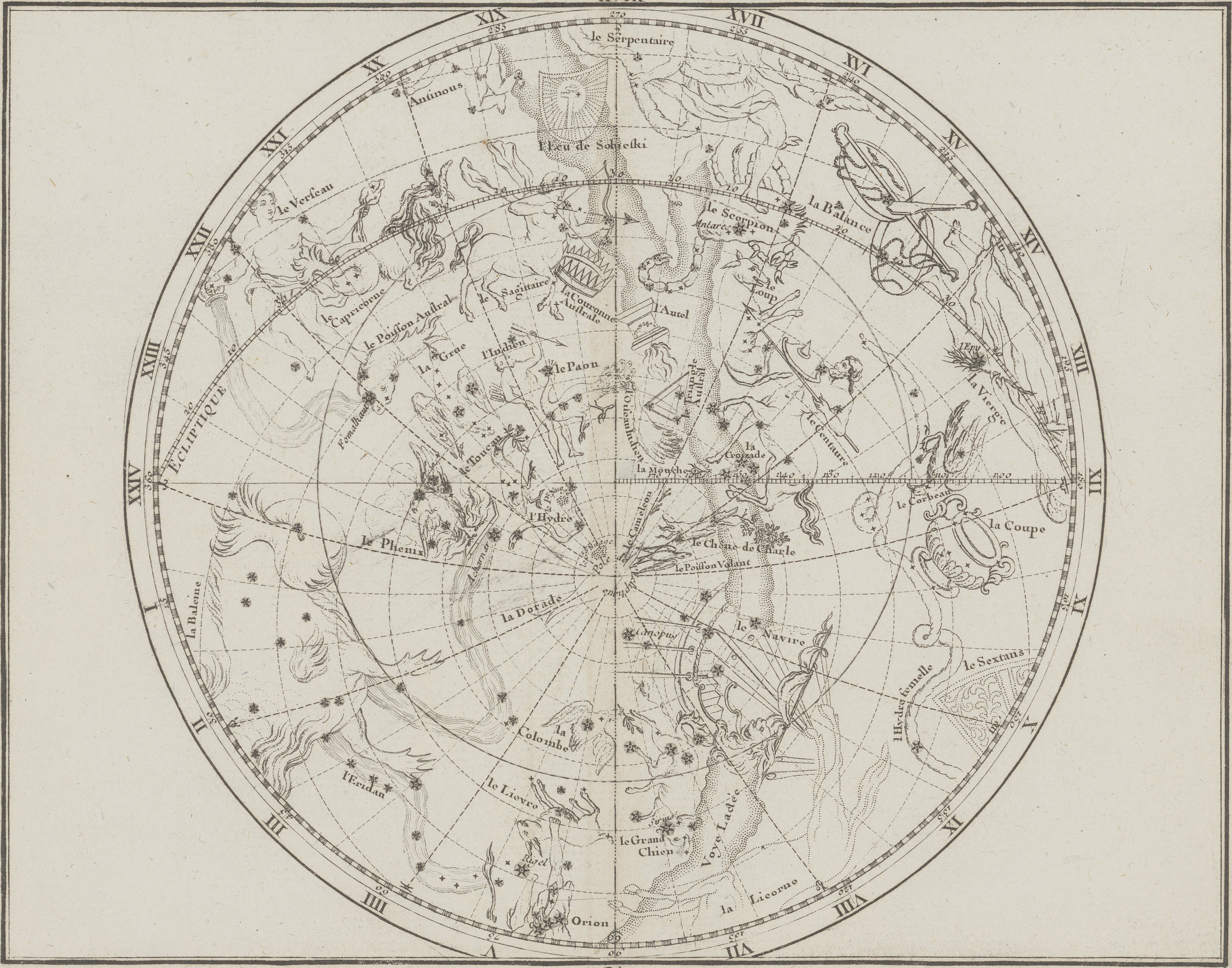
Hemisfério norte do Atlas Coelestis de John Flamsteed

A designação de Flamsteed é uma combinação de um número e nome de constelação que identifica exclusivamente a maioria das estrelas nas constelações modernas visíveis a olho nu do sul da Inglaterra. São nomeados em homenagem a John Flamsteed, que os usou pela primeira vez durante a compilação de sua Historia Coelestis Britannica. (Flamsteed usou um telescópio, e o catálogo também inclui algumas estrelas que são relativamente brilhantes, mas não necessariamente visíveis a olho nu).

## Descrição

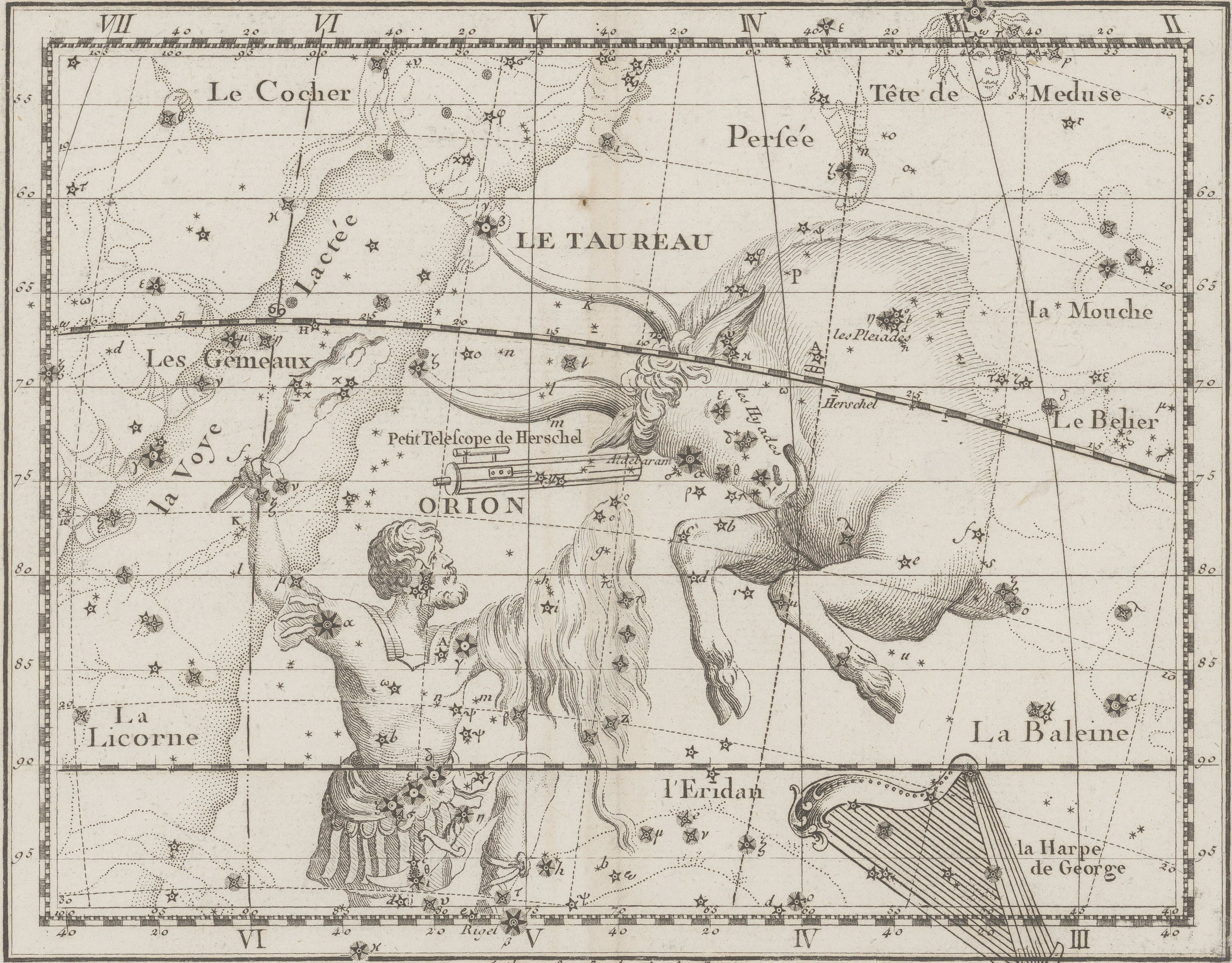
Orion e Taurus em Atlas Coelestis

As designações de Flamsteed para estrelas são semelhantes às designações de Bayer, exceto que usam números em vez de letras gregas e romanas. Cada estrela recebe um número e o genitivo latino da constelação em que se encontra (consulte 88 constelações modernas para obter uma lista de constelações e as formas genitivas de seus nomes). As designações de Flamsteed foram atribuídas a 2.554 estrelas. Os números foram originalmente atribuídos em ordem crescente de ascensão reta dentro de cada constelação, mas devido aos efeitos da precessão, eles agora estão ligeiramente fora de ordem em alguns lugares.
Este método de designar estrelas apareceu pela primeira vez em uma versão preliminar da Historia Coelestis Britannica de John Flamsteed publicada por Edmond Halley e Isaac Newton em 1712 sem a aprovação de Flamsteed. A versão final do catálogo de Flamsteed publicado em 1725 após sua morte omitiu completamente as designações numéricas. Os números agora em uso foram atribuídos pelo astrônomo francês Jérôme Lalande e apareceram em seu almanaque de 1783, Éphémérides des mouvemens célestes, que continha uma edição revisada do catálogo de Flamsteed. Lalande observou em sua introdução que ele tirou a ideia da edição não oficial de 1712.
As designações de Flamsteed ganharam popularidade ao longo do século XVIII e agora são comumente usadas quando não existe designação de Bayer. Onde uma designação de Bayer com uma letra grega existe para uma estrela, ela é geralmente usada em preferência à designação de Flamsteed. (Os números Flamsteed são geralmente preferidos às designações de Bayer com letras romanas). Exemplos de estrelas conhecidas que geralmente são referidas por seus números de Flamsteed incluem 51 Pegasi e 61 Cygni. As designações de Flamsteed são frequentemente usadas em vez da designação de Bayer se esta contiver um número extra anexado; por exemplo, "55 Cancri" é mais comum do que "Rho-1 Cancri".
Existem exemplos de estrelas, como 10 Ursae Majoris em Lynx, com designações de Flamsteed para constelações nas quais não se encontram, assim como há para designações de Bayer, devido aos compromissos que tiveram de ser feitos quando os limites das constelações modernas foram traçados pra cima.
O catálogo de Flamsteed cobriu apenas as estrelas visíveis da Grã-Bretanha e, portanto, estrelas das constelações do extremo sul não têm números de Flamsteed. Algumas estrelas, como a estrela vizinha 82 Eridani, foram nomeadas em um grande catálogo do hemisfério sul chamado Uranometria Argentina, de Benjamin Gould; esses são números de Gould, em vez de números de Flamsteed, e devem ser diferenciados com um G, como em 82 G. Eridani. Exceto em alguns casos, os números de Gould não são de uso comum. Da mesma forma, designações semelhantes a de Flamsteed atribuídas por outros astrônomos (por exemplo, Johannes Hevelius) não são mais de uso geral. (Uma exceção bem conhecida é o aglomerado globular 47 Tucanae do catálogo de Johann Elert Bode.)
84 estrelas inseridas no catálogo de Flamsteed são erros e provaram não existir no céu: Todos eles, exceto 11 Vulpeculae, foram plotados em seus mapas estelares.
- Flamsteed observou Urano em 1690, mas não o reconheceu como um planeta e o incluiu em seu catálogo como uma estrela chamada "34 Tauri".
- 11 Vulpeculae era uma nova, agora conhecida como CK Vulpeculae.
- Muitos deles foram causados por erros aritméticos cometidos por Flamsteed.

## Lista de constelações usando designações de Flamsteed
Existem 52 constelações que usam principalmente as designações de Flamsteed. As estrelas são listadas nas listas apropriadas para a constelação, da seguinte maneira:
- Andromeda
- Aquarius
- Aquila
- Aries
- Auriga
- Boötes
- Camelopardalis
- Cancer
- Canes Venatici
- Canis Major
- Canis Minor
- Capricornus
- Cassiopeia
- Cepheus
- Cetus
- Coma Berenices
- Corona Borealis
- Corvus
- Crater
- Cygnus
- Delphinus
- Draco
- Equuleus
- Eridanus
- Gemini
- Hercules
- Hydra
- Lacerta
- Leo
- Leo Minor
- Lepus
- Libra
- Lynx
- Lyra
- Monoceros
- Ophiuchus
- Orion
- Pegasus
- Perseus
- Pisces
- Piscis Austrinus
- Sagitta
- Sagittarius
- Scorpius
- Serpens
- Sextans
- Taurus
- Triangulum
- Ursa Major
- Ursa Minor
- Virgo
- Vulpecula

Além disso, várias estrelas em Puppis e um pequeno número de estrelas em Centaurus e Lupus receberam designações de Flamsteed.